# 3FM Serious Request 2004
3FM Serious Request 2004 was de eerste editie van Serious Request, de jaarlijks terugkerende actie van de Nederlandse radiozender 3FM waarbij geld wordt ingezameld voor projecten van het Rode Kruis. Deze eerste editie kwam in navolging van de Request on Tour van het jaar daarvoor. Het doel was geld in te zamelen voor een noodhospitaal in Darfur in verband met het gewapende conflict aldaar.
Dj's Giel Beelen, Wouter van der Goes en Claudia de Breij lieten zich vrijwillig van maandag 20 tot en met vrijdag 24 december 2004 opsluiten in een glazen studio. Dit zogenoemde "glazen huis" werd opgebouwd op de Neude in Utrecht. Gedurende hun tijd in het huis aten de drie dj's niet en draaiden ze platen die het publiek kon aanvragen in ruil voor een donatie aan het Rode Kruis.

## Tijdschema
| Dag       | Dag       | 02.00–06.00 Graveyardshift | 06.00–10.00      | 10.00–14.00 | 14.00–18.00        | 18.00–22.00 | 22.00–02.00 |           | Stand     |
| --------- | --------- | -------------------------- | ---------------- | ----------- | ------------------ | ----------- | ----------- | --------- | --------- |
| 1         | ma 20 dec | —                          | 09.00–10.00 Giel | Claudia     | Wouter             | Claudia     | Giel        | € 40.000  |           |
| 2         | di 21 dec | Wouter                     | Giel             | Claudia     | Wouter             | Giel        | Wouter      | n.b.      |           |
| 3         | wo 22 dec | Claudia                    | Giel             | Claudia     | Wouter             | Claudia     | Giel        | € 150.000 |           |
| 4         | do 23 dec | Wouter                     | Giel             | Claudia     | Wouter             | Giel        | Wouter      | n.b.      |           |
| 5         | vr 24 dec | Claudia                    | Giel             | Claudia     | 14.00–16.00 Wouter | —           | —           | n.b.      |           |
| Eindstand | Eindstand | Eindstand                  | Eindstand        | Eindstand   | Eindstand          | Eindstand   | Eindstand   | Eindstand | € 915.955 |